# Albino Mencarini
Albino Mancarini (Viterbo, Estats Pontificis, 29 de març de 1828 - Mar Roig, 5 de desembre de 1886) va ser un diplomàtic i traductor espanyol d'origen italià.

## Biografia
Va estudiar lleis a Roma i va abandonar la universitat el 1848 per unir-se a un cos de voluntaris en lluita contra els austríacs dirigits pel Mariscal Joseph Radetzky en el Regne Llombardovènet. Al costat d'altres viterbians, Albino va lluitar a Bolonya, va ser ferit en Cornuda i va passar un temps hospitalitzat a Treviso; més tard va lluitar a Venècia i, el 1849, es va unir a les tropes regulars del coronel Piancini.
A Grècia, on havia emigrat, se'l va convidar a unir-se al consolat espanyol a Jerusalem el 1854 en qualitat d'intèrpret. Després de passar a ocupar el càrrec de vice-cònsol a Jaffa i Alexandria (1860), on va néixer el seu fill Juan Mencarini, va ser nacionalitzat espanyol el 1862. L'any 1865 va ser nomenat cònsol de segona classe de El Caire i el 1866, de Singapur (inicialment en comissió, tot i que ocuparia el lloc durant deu anys). Durant la seva estada, Mencarini va tractar d'establir acords comercials entre Espanya i Siam, Annam i Cambodja. El 1878, va ser nomenat cònsol de primera classe a Hong Kong i cònsol interí de Xiamen (a l'època, transliterat com Emuy) entre 1884 i 1885.
Si bé el setembre de 1886 s'informava del seu restabliment d'una malaltia que l'havia apartat temporalment del càrrec, Albino va morir a bord del vapor Oxus en travessia pel Mar Roig el 5 de desembre, després d'haver salpat de Hong Kong amb direcció a Marsella al costat de la seva esposa.
Eduard Tota va referir la fama d'home de lletres de Mencarini i la qualitat de les seves traduccions de les odes de Píndar, publicades pòstumament el 1888 amb l'ajut de Menéndez Pelayo i Víctor Balaguer. Albino Mencarini també hauria dominat el malai i el sànscrit, i en el moment de la seva mort treballava en una traducció del poema sànscrit sobre el rei Nala.